# Paris-Roubaix 1981
La 79e édition de la course cycliste Paris-Roubaix a eu lieu le 12 avril 1981 et a été remportée par le Français Bernard Hinault, qui a ainsi mit fin à la domination de l'Italien Francesco Moser.

## La course
Cette édition s'est finalement jouée au sprint entre six coureurs. Sur le vélodrome de Roubaix, c'est le Français Bernard Hinault qui a devancé deux purs Flandriens, Roger De Vlaeminck (surnommé "Monsieur Paris-Roubaix") et Francesco Moser (triple tenant du titre) respectivement deuxième et troisième.
A huit kilomètres de l'arrivée, Hinault tente de s'échapper mais est repris par le coéquipier de De Vlaeminck, Hennie Kuiper. Quelques kilomètres plus tard, Hinault crève mais est rapidement dépanné et peut revenir sur la tête de course.
Dans le vélodrome, c'est Kuiper, qui prend la tête du groupe pour emmener De Vlaeminck. Bernard Hinault choisit alors de lancer son sprint de loin et il réussit à résister à ses adversaires, pour devenir le premier Français vainqueur de Paris-Roubaix depuis 25 ans.

## Classement final
|    | Cycliste            | Pays     | Équipe                  |    | Temps           |
| -- | ------------------- | -------- | ----------------------- | -- | --------------- |
| 1  | Bernard Hinault     | France   | Renault-Elf-Gitane      | en | 6 h 26 min 07 s |
| 2  | Roger De Vlaeminck  | Belgique | Daf-Cote d'Or-Gazelle   | +  | 0 s             |
| 3  | Francesco Moser     | Italie   | Famcucine-Moser         |    | 0 s             |
| 4  | Guido Van Calster   | Belgique | Wickes-Splendor         |    | 0 s             |
| 5  | Marc Demeyer        | Belgique | Capri Sonne-Koga Miyata |    | 0 s             |
| 6  | Hennie Kuiper       | Pays-Bas | Daf-Cote d'Or-Gazelle   |    | 0 s             |
| 7  | Ferdi Van Den Haute | Belgique | La Redoute              |    | 1 min 01 s      |
| 8  | René Bittinger      | France   | Miko-Mercier-Vivage     |    | 1 min 01 s      |
| 9  | Jean Chassang       | France   | Puch-Wolber             |    | 2 min 09 s      |
| 10 | Fons De Wolf        | Belgique | Vermeer-Thijs-Gios      |    | 2 min 35 s      |